# Kalanchoe bracteata
Kalanchoe bracteata ist eine Pflanzenart der Gattung Kalanchoe in der Familie der Dickblattgewächse (Crassulaceae).

## Beschreibung

### Vegetative Merkmale
Kalanchoe bracteata ist ein stark verzweigter Kleinstrauch, der Wuchshöhen von bis 150 Zentimeter erreicht und dicht mit Haarschuppen bedeckt ist. Die verholzten, dicht verzweigte Triebe sind jung undeutlich vierkantig. Die gestielten Laubblätter sind gräulich silberweiß bis olivgrün. Der fleischige, zylindrische, 5 bis 20 Millimeter lange Blattstiel ist auf der Oberseite rinnig. Die eiförmige, elliptische bis lanzettliche Blattspreite ist 2 bis 7 Zentimeter lang und 1 bis 4 Zentimeter breit. Ihre Spitze ist keilförmig zugespitzt, die Basis gerundet. Der Blattrand ist ganzrandig.

### Generative Merkmale
Der Blütenstand ist eine Zyme. Die aufrechten, gelegentlich abgespreizten Blüten stehen an etwa 1 Millimeter langen Blütenstielen. Ihre Kelchröhre ist sehr kurz bis fast fehlend. Ihre dreieckigen, stark zugespitzten Kelchzipfel sind 4 bis 9 Millimeter lang. Die urnenförmigen Kronblätter sind rot und sehr fleischig. Die vierkantige Kronröhre ist 10 bis 16 Millimeter lang. Ihre gerundeten Kronzipfel weisen eine Länge von etwa 2 Millimeter auf und sind 1 Millimeter breit. Die Staubblätter sind oberhalb der Mitte der Kronröhre angeheftet und ragen nicht aus der Blüte heraus. Die eiförmigen Staubbeutel sind 1,5 bis 2 Millimeter lang. Die rechteckigen Nektarschüppchen weisen eine Länge von etwa 1,5 Millimeter auf. Das Fruchtblatt weist eine Länge von 6 bis 10 Millimeter auf. Der Griffel ist 2 bis 2,5 Millimeter lang.

## Systematik und Verbreitung
Kalanchoe bracteata ist im Südosten von Madagaskar in Trockenbusch auf unterschiedlichem Boden oder Felsen verbreitet.
Die Erstbeschreibung durch George Francis Scott-Elliot wurde 1891 veröffentlicht.

## Nachweise